# Bataille de Frenchman Butte
Rébellion du Nord-Ouest
La bataille de Frenchman Butte, ou bataille de la Butte aux Français, est une escarmouche qui se déroula le 28 mai 1885 entre des guerriers amérindiens Cris et des forces militaires canadiennes depuis la butte aux Français située dans la province actuelle de la Saskatchewan. 

## Historique
La bataille de Frenchman Butte est un des nombreux épisodes historiques qui se déroulèrent pendant la rébellion du Nord-Ouest. Un groupe important de guerriers Cris commandé par le chef Big Bear s'enhardit contre les colons blancs et les forces du gouvernement britannique après le succès de la bataille du lac aux Canards.
Ces Amérindiens affamés avaient saisi de la nourriture et des affaires sur plusieurs colonies blanches et attaqué Fort Pitt, faisant des prisonniers. Le Major-général Thomas Bland Strange (en), un officier britannique à la retraite vivant près de Calgary, a levé une force de cow-boys et d'autres colons blancs, auxquels s'ajoutèrent deux unités de police montée du Nord-Ouest, soit environ un millier d'hommes. Alors qu'il quittait une partie de ses forces pour assurer la protection des colonies blanches isolées de la région, il a conduit plusieurs centaines de soldats vers l'est jusqu'à Fort Pitt. Les Cris ont brûlé le fort devant lui et se sont retirés dans les collines voisines. Au cours des jours suivants, les éclaireurs de Strange ont combattu des escarmouches de petits groupes de Cris et ont marché sur Frenchman's Butte. Dans la nuit du 27 mai, les Cris se sont regroupés au sommet d'une colline à l'est de la Butte et ont attendu.
Le 28 mai au matin, les forces canadiennes arrivèrent face à la butte aux Français et ouvrirent le feu sur les guerriers amérindiens postés au sommet de la butte qui répliquèrent aussitôt. Les forces du Major-général Thomas Bland Strange 
tentèrent de traverser la vallée mais des tourbières empêchèrent leur progression. De plus les pentes raides de la butte interdisaient toute attaque frontale face aux Amérindiens. Après trois heures d'échanges de tirs et des tentatives de prendre à revers les Cris, Thomas Bland Strange donna l'ordre à ses troupes de se replier quand il constata que les forces de ravitaillement avaient été également attaquées par les Cris. La bataille de Frenchman Butte fit plusieurs blessés dans les deux camps mais sans faire de mort. Les Cris considérèrent cette bataille comme une victoire, mais celle-ci n'apporta rien de décisif dans la rébellion du Nord-Ouest, alors que les Métis, dirigés par Louis Riel et alliés des Cris venaient de perdre la bataille de Batoche.
La bataille de Frenchman Butte est de nos jours un lieu historique national du Canada.

## Source
- Lieux patrimoniaux du Canada : La Bataille de la Butte aux Français